# Schurken in Power Rangers: Turbo
De fictieve schurken uit de televisieserie Power Rangers: Turbo (en de bijbehorende film, Turbo: A Power Rangers Movie) waren allemaal handlangers of bondgenoten van de ruimtepiraat Divatox. Het waren vrijwel allemaal aliens.

## Divatox
Divatox is de hoofdvijand uit Power Rangers: Turbo. Ze staat in het universum bekend als de Koningin van het Kwaad, Duistere Koningin van de Ruimte, en de Koningin der Duisternis.
Divatox is een intergalactische piraat die een grote bende monsters leidt op haar veroveringen door het universum. Haar basis is een enorme visvormige duikboot waarmee zij en haar leger het universum doorreizen. Divatox’ primaire motief voor haar daden is hebzucht. Ze geeft maar om twee dingen: rijkdom en macht. Ze is bijzonder wreed, zelfs tegenover haar helpers.
Divatox is de dochter van Mama D, tante van Elgar en zus van Generaal Havoc. Er zijn geruchten dat ze ook de tweelingzus is van Dimitria. Ze is tevens een kennis van Rita Repulsa.
Divatox kan energiestralen afvuren uit haar ogen en heeft een hagedisachtige tong, wat bewijst dat ze niet geheel menselijk is. Ze is een liefhebber van explosies en vertrouwde zeker in het begin van PRT meer op explosieven dan op haar monsters.
Divatox werd geïntroduceerd in de film Turbo: A Power Rangers Movie, waarin ze besloot even afstand te doen van piraterij. In plaats daarvan wilde ze op het eiland Muiranthias de demon Maligore bevrijden en met hem trouwen om zo meer macht te krijgen. De Turbo Rangers grepen echter in en versloegen Maligore. Een op wraak beluste Divatox volgde hen vervolgens naar Angel Grove en opende haar aanval op de Aarde.
Hoewel de Turbo Rangers iedere aanval wisten af te slaan, kwam Divatox uiteindelijk dichter in de buurt van het veroveren van de Aarde dan degene die dit voor haar probeerden. Ze slaagde erin de Rangers’ megazords te laten vernietigen en de Power Chamber op te blazen. Ze zou de Rangers zelfs hebben gedood, ware het niet dat ze werd weggeroepen naar een ontmoeting met Dark Specter aan het eind van PRT.
In Power Rangers in Space werd ze lid van de United Alliance of Evil, en kreeg ze de taak de gevangen Zordon buiten bereik van de Rangers te houden. In de aflevering Countdown to Destruction nam ze deel aan de massale aanval op het universum. Zij en haar leger vochten tegen de Aquitian Rangers op de planeet Gratha. Aan het eind van PRIS werd ze door Zordons’energiegolf veranderd in een normaal mens.
Divatox is de enige hoofdvijand uit een Power Rangers serie die nooit eigenhandig tegen de Rangers heeft gevochten.
Divatox werd gespeeld door Hilary Shepard Turner in Turbo: A Power Rangers Movie. In de eerste helft van Power Rangers: Turbo nam Carol Hoyt de rol over omdat Hilary Turner in verwachting was. In de tweede helft van de serie nam Hilary de rol weer over en behield deze tot het einde van PRIS.

## Elgar
Elgar is Divatox’ niet bijster slimme neefje. Hij is vermoedelijk de zoon van Generaal Havoc, en de kleinzoon van Mama D. Hij assisteerde haar in haar pogingen de Aarde te veroveren, maar was in het algemeen meer een hinder dan een hulp.
Elgar speelde ook een rol in Power Rangers in Space, waarin Dark Specter hem toewees aan Astronema. Maanden later nam hij deel aan de massale aanval op het Universum. Hij was onderdeel van het leger dat de Aarde zelf aanviel. Elgar werd uiteindelijk vernietigd door Zordons Energiegolf.
Elgar werd in de eerste helft van PRT gespeeld door Danny Wayne Stallcup, en in de tweede helft door Kenny Graceson. Zijn stem werd in alle gevallen gedaan door Derek Stephen Prince.

## Rygog
Rygog is een van Divatox’ primaire dienaren en krijgers. Hij kan onder andere lasers afvuren uit zijn ogen. Zijn zwakke plek is echter zijn slecht ontworpen harnas, dat hem machteloos maakt als hij wordt omgeduwd. Hij vocht in Countdown to Destruction tegen de Aquitian Rangers, en werd vernietigd door Zordons energiegolf.
Volgens de aflevering Fire In Your Tank is Rygog linkshandig.
Rygog werd gespeeld door Ed Neil. Zijn stem werd gedaan door Lex Lang.

## Maligore
Maligore was een van de hoofdvijanden uit de film Turbo: A Power Rangers Movie (1997).
Maligore was een oude lava-achtige demon die opgesloten was op het eiland Muranthias door de voorouders van de tovenaar Lerigot. Divatox wilde hem vrijlaten om met hem te trouwen. Hiervoor wilde ze Kimberly Hart en Jason Lee Scott opofferen. Toen de Rangers hen kwamen redden rees Maligore op uit de lava. Hij groeide tot enorm formaat en vocht tegen de Turbo Megazord. Hoewel hij duidelijk een sterkere vechter was, wist de Megazord hem van een klip te slaan de zee in, wat zijn einde beteknde.
Maligore toont veel overeenkomsten met Dark Specter. Hun gelijkenis werd zelfs opgemerkt door Divatox.

## Porto
Porto is Divatox's adviseur en technisch expert. Hoewel hij een paar successen wist te boeken, verknalde hij ook een hoop opdrachten. Porto werd niet gezien tijdens Countdown to Destruction, maar aangenomen wordt dat hij door Zordons energiegolf is vernietigd.
Porto’s stem werd gedaan door Scott Page-Pagter.

## Mama D
Mama D is de moeder van Divatox en Generaal Havoc, en de grootmoeder van Elgar. Ze dook op in de PRT aflevering “Passing of the Torch”. Ze beschouwde Divatox als de grootste mislukkeling van hun clan van ruimtepiraten. Op haar advies liet Divatox Tommy Oliver, toen nog de leider van de Turbo Rangers, ontvoeren. Hij werd echter gered door T.J. Johnson. Toen Divatox haar mislukking opbiechtte, kreeg ze nogmaals te horen wat voor schande voor haar familie ze was. Mama D vertrok hierna en werd niet meer gezien. Wat er met haar gebeurd is in Countdown to Destruction is niet bekend.
Mama D werd gespeeld door Carol Hoyt.

## Generaal Havoc
Generaal Havoc is de broer van Divatox en vermoedelijk de vader van Elgar. Hij kwam naar de aarde met de Ruimtebasis om de Metallasaurus Zord die hij voor Divatox had gebouwd af te leveren. Havoc bleek een sterkere tegenstander dan Divatox. Niet alleen versloeg hij de Rangers met de Metallasaurus, hij slaagde er ook in hun Turbo Zords te stelen en de Phantom Ranger gevangen te nemen. Hij werd pas gestopt toen de Rangers hun nieuwe Rescue Zords kregen en de Metallasaurus versloegen.
Havoc wist de Metallasaurus te herstellen en opende nogmaals de aanval. Toen de Metallasaurus weer werd verslagen vertrok hij om een nieuwe te bouwen.
Havoc dook weer op in de eerste aflevering van Power Rangers in Space waar hij aanwezig was bij de formatie van de United Alliance of Evil. In de finale van die serie vocht hij mee met het Machine Keizerrijk tegen Phantom Ranger en Blue Senturion. Hij werd vernietigd door Zordons energiegolf.
Havocs stem werd gedaan door Tom Wyner.

## Monsters
| - Amphibitor - Shadow Chromite en Shadow Rangers - Visceron - The Demon Racers - Big Burpa - Mouthpiece - Pharaoh - Numbor - Blazinator - Terror Tooth - Electrovolt - Wolfgang Amadeus Griller |  | - Shrinkasect - Flamite - Delisha Ennivel - Dreadfeather - Mad Mike the Pizza Chef - Translucitor - Clockster - Metal Mangler - Crosspatch - Flashhead - Voltmeister |  | - Wicked Wisher - Wild Weeder - Torch Tiger - Maniac Mechanic - Lord Litter - Crash and the Creeps - Mr. Goorific - Strikeout - Count Nocturne - Goldgoyle |

## Overig
- Pirahnatrons: Divatox’ visachtige krijgers. Hun arsenaal bevat onder andere kruisbogen, hamers en motorfietsen. De Pirahnatrons waren voor de Amerikaanse serie bedacht hebben geen Super Sentai tegenhanger.

- Putra Pods: Slijmerige monsters onder bevel van Divatox. Werden gebruikt in Turbo: A Power Rangers Movie. Eveneens bedacht voor de Amerikaanse versie.

- Chromites: De robotische soldaten van Generaal Havoc. Ze lijken sterk op het Shadow Chromite monster. Ze zijn gebaseerd op de Whumpers uit Gekisou Sentai Carranger.